# کامپییو د یرنا
کامپییو د یرنا (به اسپانیایی: Campillo de Llerena) یک شهرستان در اسپانیا است که در استان باداخس واقع شده‌است.